# Козма II Цариградски
Козма II Цариградски (грч. Κοσμᾶς ὁ Ἀττικός; умро после 1147) је био васељенски патријарх Цариграда од априла 1146. до 26. фебруара 1147. Рођен је на Егини, у Грчкој, и био је ђакон Аје Софије пре свог свргавања, након што је Михајло II Цариградски абдицирао. Био је веома поштован због своје учености и светог карактера. Козма II је владао током владавине византијског цара Манојла I Комнина.

## Депозиција
Козма II је осуђен и свргнут 26. фебруара 1147. на синоду одржаном у палати Влахерна због попустљивости према монаху Нифонту, осуђеном богомилу од 1144. године, кога је примао у свој дом и за своју трпезу.
Тачни разлози за осуду и свргавање Козме II нису јасно утврђени; можда је био жртва политичких интрига. Међутим, јасно је да је цар Манојло I директно интервенисао у формирању Синода који је свргнуо Козму II, лично испитујући оне који су га оптуживали и директно испитујући Козму II о његовим мишљењима о јеретичком Нифонту. Ова афера је типична и за доктринарне контроверзе уобичајене за време владавине Манојла I, као и за спремност цара да се активно укључи у њих.